# Kerkstraat 8 (Eemnes)
Kerkstraat 8-12 is een rijksmonument aan de Kerkstraat in Eemnes in de provincie Utrecht. 